# Waldhams
Waldhams ist eine Ortschaft und eine Katastralgemeinde der Stadtgemeinde Zwettl im Bezirk Zwettl in Niederösterreich. Die Ortschaft hat 151 Einwohner (Stand 1. Jänner 2024).

## Geschichte
Laut Adressbuch von Österreich waren im Jahr 1938 in Waldhams ein Schmied, ein Schneider, ein Wasenmeister und einige Landwirte ansässig.

## Siedlungsentwicklung
Zum Jahreswechsel 1979/1980 befanden sich in der Katastralgemeinde Waldhams insgesamt 59 Bauflächen mit 25.111 m² und 24 Gärten auf 5.066 m², 1989/1990 gab es 50 Bauflächen. 1999/2000 war die Zahl der Bauflächen auf 125 angewachsen und 2009/2010 bestanden 65 Gebäude auf 126 Bauflächen.

## Bodennutzung
Die Katastralgemeinde ist landwirtschaftlich geprägt. 345 Hektar wurden zum Jahreswechsel 1979/1980 landwirtschaftlich genutzt und 120 Hektar waren forstwirtschaftlich geführte Waldflächen. 1999/2000 wurde auf 343 Hektar Landwirtschaft betrieben und 118 Hektar waren als forstwirtschaftlich genutzte Flächen ausgewiesen. Ende 2018 waren 337 Hektar als landwirtschaftliche Flächen genutzt und Forstwirtschaft wurde auf 119 Hektar betrieben. Die durchschnittliche Bodenklimazahl von Waldhams beträgt 21,1 (Stand 2010).